# Stu Phillips
Stuart Phillips (9 settembre 1929) è un compositore e direttore d'orchestra statunitense di musica da film e per la televisione.

## Biografia
Studiò musica alla The High School of Music & Art di New York a alla Eastman School of Music di Rochester. Mentre studiava ancora alla Eastman, iniziò ad arrangiare musica per la Rochester Civic Orchestra.
Nel 1958 iniziò a comporre musiche per il cinema e la televisione. Uno dei suoi primi lavori venne scritto su commissione della Columbia nel 1964 per il film Ride the Wild Surf. Fondò la Colpix Records e produsse Shelley Fabares, Nina Simone e The Skyliners.
Intorno alla metà degli anni 1960 lavorò per la Capitol Records e compose, produsse e arrangiò per gli Hollyridge Strings.
Fra la fine degli anni '60 e i primi settanta continuò a comporre colonne sonore per il cinema e la televisione e fra queste Lungo la valle delle bambole (1970), I 7 minuti che contano (1971) e le serie televisive The Monkees e Get Christie Love!.
Nel 1974 iniziò a lavorare per gli Universal Studios componendo musiche per i film di Glen Larson. Durante questo periodo compose anche le colonne sonore per le serie televisive L'uomo da sei milioni di dollari, McCloud e Battlestar Galactica. Il tema principale di Battlestar Galactica venne poi impiegato nel film Airplane II: The Sequel (1980). Altre composizioni per la televisione riguardano le serie The Amazing Spider-Man.
Negli anni 1980 Phillips lasciò la Universal per passare alla 20th Century Fox, divenendo nuovamente il compositore favorito di Glen Larson, per la quale compose  The Fall Guy e Automan. Entrambi erano prodotti da Glenn A. Larson.
Negli anni 1990 rallentò il suo impegno lavorativo partecipando spesso a conferenze sulle sue musiche e in particolare su Battlestar Galactica.
Nel 2002 pubblicò la sua autobiografia: Stu Who?: Forty Years of Navigating the Minefields of the Music Business.
Nel 2006 partecipò alla realizzazione di un documentario inserito nella riedizione del DVD di Beyond the Valley of the Dolls.
Si è occupato anche di musica classica orchestrando, musiche di Ludwig van Beethoven e Sergei Rachmaninoff.

## Filmografia

### Musica da film
- Mad Dog Coll (1961)
- Il piede più lungo (1963)
- Ride the Wild Surf (1964)
- Alle donne piace ladro (1966)
- Hells Angels on Wheels (1967)
- The Name of the Game Is Kill (1968)
- Angeli dell'inferno sulle ruote (Angels from Hell) (1968)
- Savage Intruder (1969)
- Madcaps - Il fronte della violenza (Angels from Hell) (1969)
- 2000 Years Later (1969)
- Run, Angel, Run (1969)
- Follow Me (1969)
- Obiettori di coscienza per ragioni sessuali (The Gay Deceivers) (1969)
- Paroxismus - Può una morta rivivere per amore? - non accreditato (1969)
- Lungo la valle delle bambole (1970)
- Un mucchio di bastardi (1970)
- The Curious Female (1970)
- The Red, White, and Black (1970)
- Revenge Is My Destiny (1971)
- Simon, King of the Witches (1971)
- I 7 minuti che contano (1971)
- Jud (1971)
- Pickup on 101 (1972)
- Throw Out the Anchor! (1974)
- How to Seduce a Woman (1974)
- Macon County Line (1974)
- The Meal (1975)
- Buck Rogers (1979)
- Fast Charlie... the Moonbeam Rider (1979)
- Hollywood Goes to the Bowl 2004 (2004)

### Musica per la televisione
- The Donna Reed Show (episodi sconosciuti, 1958)
- Rockabye the Infantry (1963)
- The Monkees (54 episodes, 1966–1968)
- The Six Million Dollar Man: Wine, Women and War (1973) GL
- Get Christie Love! (episodi sconosciuti, 1974) GL
- Switch (2 episodi, 1975) GL
- McCloud (8 episodi, 1974–1976) GL
- Benny and Barney: Las Vegas Undercover (1977)
- The Hardy Boys/Nancy Drew Mysteries (14 episodi, 1977) GL
- Quincy, M.E. (17 episodi, 1976–1977) GL
- The Amazing Spider-Man (episodi sconosciuti, 1978)
- Evening in Byzantium (1978)
- Battlestar Galactica (Film TV, 1978) GL
- Buck Rogers in the 25th Century (1979) GL
- Battlestar Galactica (21 episodi, 1978–1979) GL
- The Misadventures of Sheriff Lobo (episodi sconosciuti, 1980–1981) GL
- Conquest of the Earth (1980) GL
- Galactica 1980 (episodi sconosciuti, 1980) GL

- B. J. and the Bear (1 episodio, 1980) GL
- Battles: The Murder That Wouldn't Die (1980) GL
- Waikiki (1980)
- Midnight Lace (1981)
- Buck Rogers in the 25th Century (5 episodi, 1979–1981) GL
- The Fall Guy (1981) GL
- Chicago Story (episodi sconosciuti, 1982)
- Terror at Alcatraz (1982)
- Rooster (1982)
- Automan (4 episodes, 1983) GL
- Masquerade (1 episodio, 1983) GL
- Knight Rider (14 episodi, 1982–1984) GL
- Half Nelson (episodi sconosciuti, 1985) GL
- In Like Flynn (1985)
- The Highwayman (Film TV, 1987) GL
- The Highwayman (1 episodio, 1988) GL
- The Road Raiders (1989)

## Premi
Grammy Award
- Nominato: 1964 Best Instrumental Performance - Non Jazz, The Beatles Song Book (Hollyridge Strings)
- Nominato: 1979 Best Album of Original Score Written for a Motion Picture or a Television Special, Battlestar Galactica

BMI Film & TV Awards
- Vinto: 2005 Miglior motivo, Knight Rider

## Saggi
- Stu Phillips, Stu Who?: Forty Years of Navigating the Minefields of the Music Business. Studio City, California. Cisum Press, 2002, ISBN 978-0-9720363-3-7